# Kaplica Nawiedzenia Najświętszej Maryi Panny w Żurrieq
Kaplica Nawiedzenia Najświętszej Maryi Panny (malt. Kappella tal-Viżitazzioni, ang. Chapel of Visitation of Our Lady) – nieistniejąca rzymskokatolicka kaplica, stojąca kiedyś na terenie zwanym Ħal Millieri, leżącym dziś w granicach Żurrieq na Malcie.
Kaplica Nawiedzenia przylegała kiedyś do lewej (patrząc od przodu) ściany kaplicy Zwiastowania.
Kaplica zbudowana pod koniec XV wieku, w 1667 została zamknięta, prawdopodobnie z powodu złego stanu, przez biskupa Lucasa Buenosa. Wkrótce potem częściowo rozebrana. Do dziś zachowały się boczne ściany, apsyda oraz podłoga. W zachowanej do dziś, przylegającej doń kaplicy Zwiastowania, widoczne jest, teraz zamurowane, przejście łączące oba budynki.